# ジョージ・ホジソン
ジョージ・リッチー・ホジソン（George Ritchie Hodgson, 1893年10月12日 - 1983年5月1日）は、カナダケベック州モントリオール出身のカナダ人男子競泳選手である。1912年ストックホルムオリンピックで400m自由形・1500m自由形で二冠を達成し、またカナダ競泳史上初めてメダルを獲得した。

## 経歴

### 1912年ストックホルムオリンピック
1912年のストックホルムオリンピックで400m自由形・1500m自由形の2種目で金メダルを獲得した。これはカナダ競泳史上初の快挙であり、1984年ロサンゼルスオリンピックまで唯一のカナダ競泳金メダリストであった。400mでは準決勝・決勝で五輪新記録を2度更新し、1500mでは予選と決勝で世界新記録を更新する活躍だった。

### 1920年アントワープオリンピック
ストックホルムオリンピックから8年後、26歳で参加したアントワープオリンピックだったがすでに選手としてのピークは過ぎており、400m自由形・1500m自由形ともに決勝進出を逃す結果に終わった。